# Kettenkirche

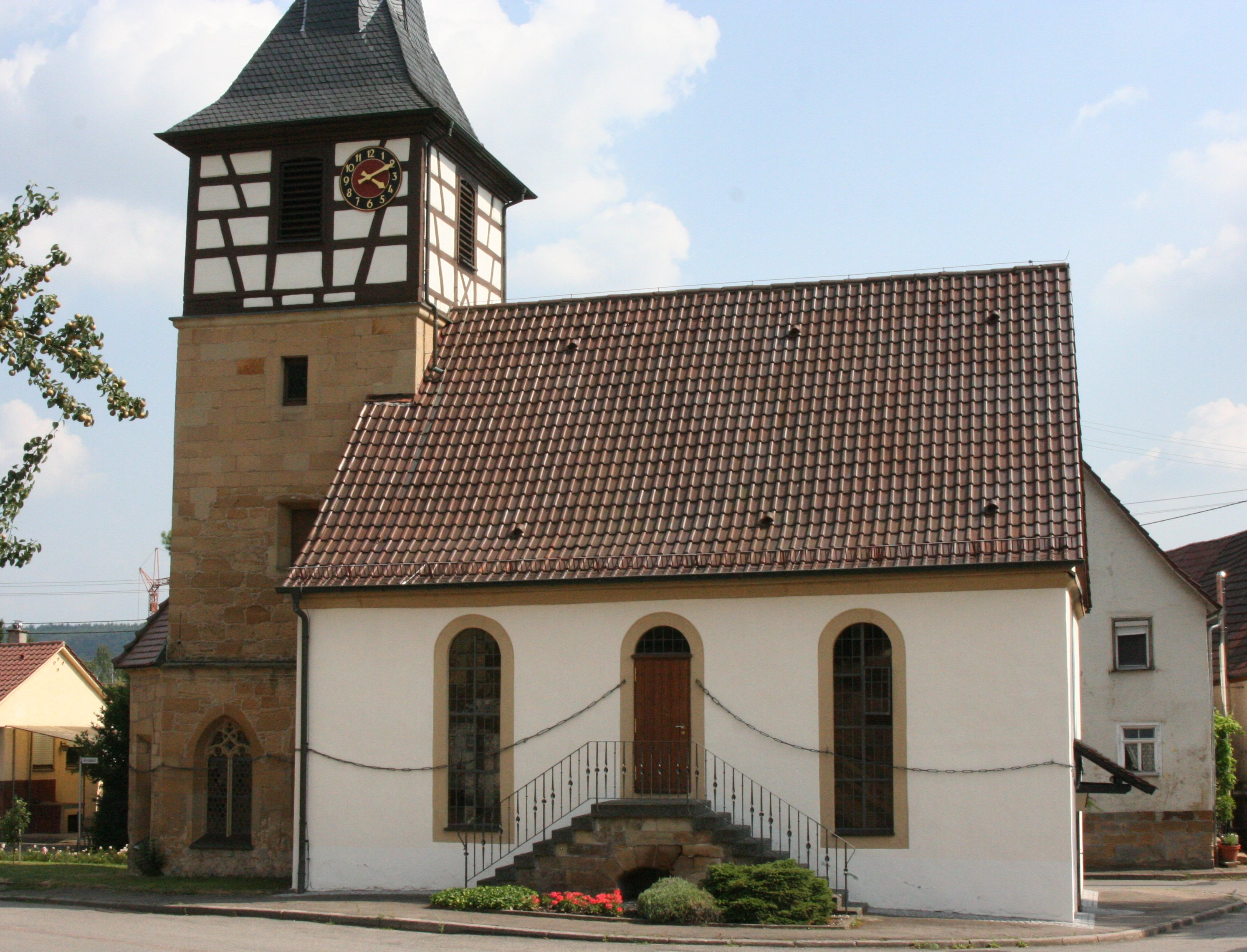
Leonhardskirche in Gellmersbach

Die Kettenkirche ist eine heute noch vereinzelt insbesondere in Bayern und Österreich anzutreffende Kirchengestaltung mit einer eisernen Kette, die als Fassadenschmuck das Gebäude umschließt. Die Kirchen werden entweder dauerhaft oder zeremoniell am 6. November, dem Gedenktag des heiligen Leonhard von Limoges, mit eisernen Ketten umspannt.

## Geschichte
Leonhard von Limoges gehört mancherorts zu den Vierzehn Nothelfern. Der Heilige war Eremit und gründete das Kloster Noblac bei Limoges, als dessen Abt er 559 starb. Nach der Legende half er einer Merowingerkönigin in Geburtsnöten und erbat als Gegenleistung dafür die Freilassung von Gefangenen, wodurch er zum Schutzpatron aller Angeketteten wurde. Im 11. Jahrhundert breitete sich seine Verehrung im zirkumalpinen Raum aus. Da die Kette auch als Viehkette gesehen wurde, wurde Leonhard auch als Schutzheiliger für Bauernanliegen wie Vieh und Wetter verehrt. Darauf verweisen Volksbräuche wie die Leonhardifahrten oder Leonardiritte mit Pferdesegnung sowie eiserne Votivgaben in Form von Tieren.
Die eisernen Votivgaben wurden früher in Ketten umgearbeitet und um die Kirchen gespannt. Dieser kultischen Fesselung liegt, so vermuten Volkskundler, eine uralte Vorstellung zu Grunde: Die Ketten sollen dämonischen Einfluss abhalten.

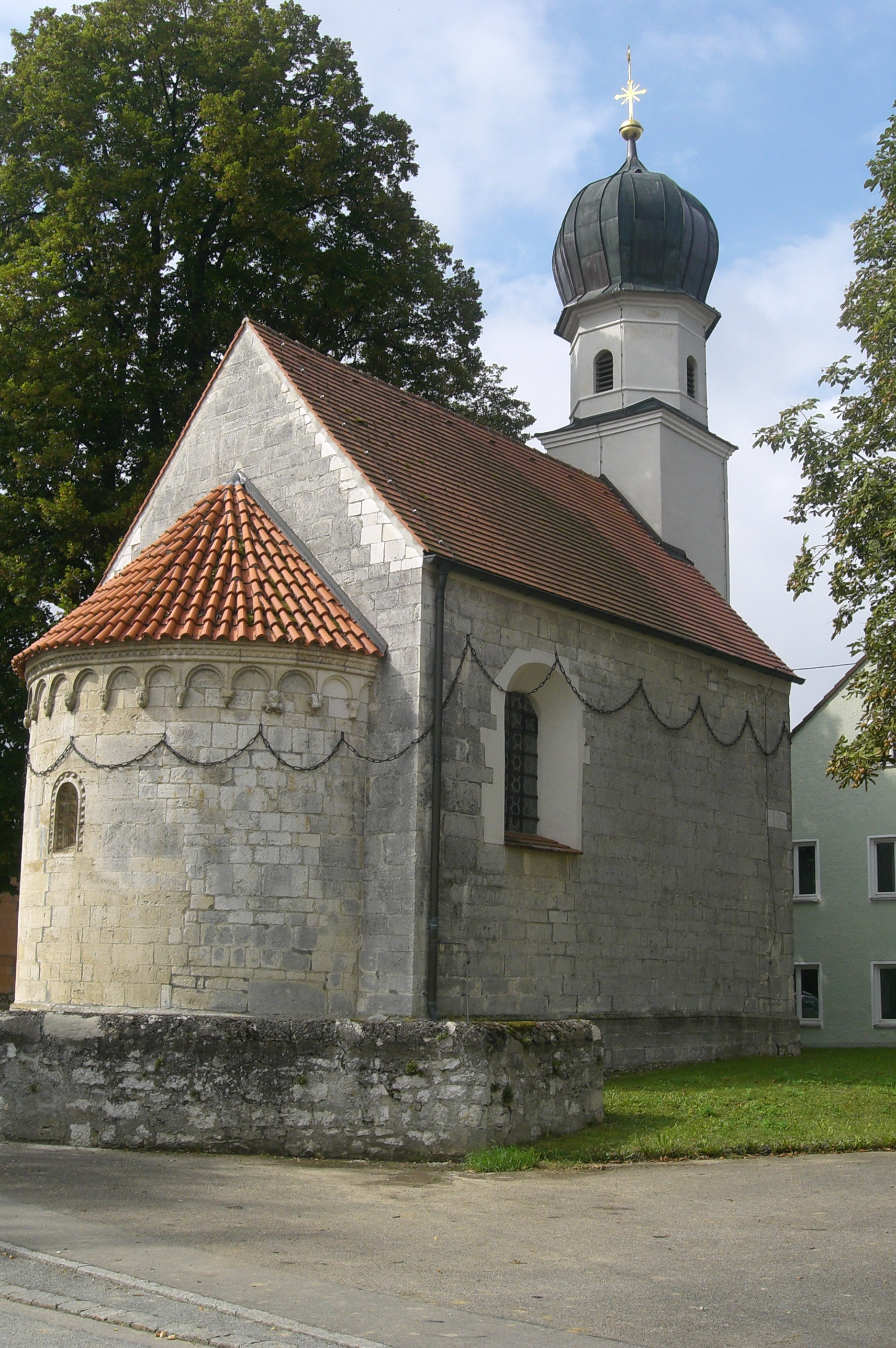
Leonhardskirche in Tholbath

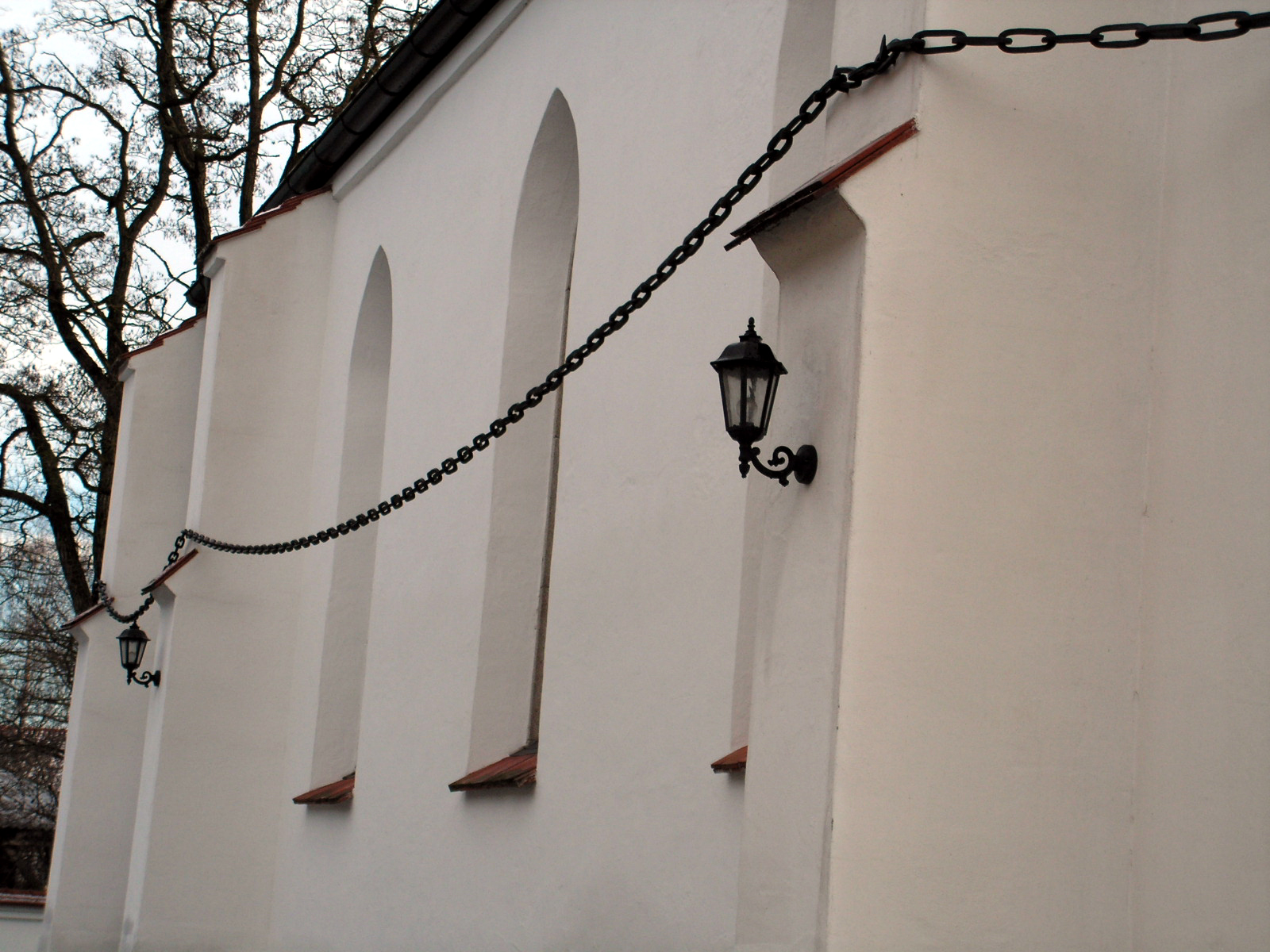
Leonhardskirche in Ganacker, Detailansicht

Kettenkirchen mit dem Patrozinium St. Leonhard befinden sich unter anderem in:
- Pfarrkirche St. Leonhard im Lavanttal (Kärnten), älteste Kettenkirche
- Bad Tölz (Bayern), Leonhardifahrt seit 1856
- Barbian-Kollmann (Südtirol)
- Gellmersbach (Baden-Württemberg): Leonhardskirche
- Grafing bei München (Bayern)
- Großmehring-Tholbath (Bayern)
- Hüfingen (Baden-Württemberg)
- Inchenhofen (Bayern)
- Kaltern-Unterplanitzing (Südtirol)
- Leogang (Salzburg)
- Margreid-Unterfennberg (Südtirol)
- Michelfeld (Baden-Württemberg)
- Pasenbach (Bayern), mit Leonhardi-Umritt
- Pfronten-Heitlern (Bayern), Kette teilweise erhalten
- Pilsting-Ganacker (Bayern)
- Ritten-Oberinn (Südtirol)
- St. Leonhard ob Tamsweg (Salzburg)

Die Kette des Heiligen Leonhard kann auch durch eine Mauer, die die Kirche umspannt, dargestellt werden, selbst wenn es sich nicht um eine Wehrkirche handelt. Ein Beispiel dafür ist die Kirche Mariä Himmelfahrt zu St. Leonhard in Aigen am Inn.